# Юэлл, Барни
Генри Норвуд «Барни» Юэлл (англ. Henry Norwood "Barney" Ewell; 25 февраля 1918, Гаррисберг — 4 апреля 1996, Ланкастер, Пенсильвания) — американский спринтер, чемпион и призёр летних Олимпийских игр 1948 года в Лондоне, мировой рекордсмен.

## Биография
Юэлл родился в бедности. Был одним из ведущих спринтеров мира 1940-х годов. Юэлл учился в средней школе Маккаски в Ланкастере (штат Пенсильвания). Впоследствии средняя школа Маккаски почтила память Юэлла, назвав свой стадион его именем. Юэлл был также введён в Зал спортивной славы Дж. П. Маккаски в 1988 году. В 1986 году он был введён в Национальный зал славы лёгкой атлетики.
Юэлл впервые он добился известности, будучи студентом Университета штата Пенсильвания, выиграв 12 золотых медалей и студенческих чемпионатов с 1940 по 1942. Он также выиграл 11 золотых медалей на соревнованиях Ассоциации американских университетов (AAU) в период с 1939 по 1948 год. Он также был выдающимся прыгуном в длину, прыгнув в 1942 году на 7,68 м.
Он служил в армии в 1941—1945 годах, вернулся в университет и в 1947 году получил степень бакалавра наук. Он попал в олимпийскую команду, установив мировой рекорд 10,2 с в беге на 100 м на чемпионате AAU 1948 года.
На Олимпийских играх в Лондоне Юэлл выиграл серебро в беге на 100 метров. На дистанции 200 м Юэлл снова финишировал вторым. Член сборной США Эд Конвелл заболел, и Юэлл был введён в число участников эстафеты 4×100 метров. Американская команда победила в соревнованиях и Юэлл получил олимпийское золото.
После Олимпийских игр Юэлл потерял статус любителя из-за того, что принимал подарки от своих поклонников, но продолжал соревноваться в Австралии и Новой Зеландии как профессионал. Летом 1950 года он также принимал участие в соревнованиях «Шотландские пограничные игры».